# THE IDOLM@STER 765PRO ALLSTARS+ GRE@TEST BEST!
『THE IDOLM@STER 765PRO ALLSTARS+ GRE@TEST BEST!』（アイドルマスター ナムコプロ オールスターズプラス グレイテスト ベスト）は、2013年9月18日から日本コロムビアよりリリースされている、ゲーム・アニメ「THE IDOLM@STER」のベストアルバムシリーズ。全4枚。

## 概要
「MASTER OF MASTER」「BEST OF 765+876=!!」に続く、ベストアルバムシリーズ第3弾。
『THE IDOLM@STER』シリーズのアーケードゲームからテレビアニメまでの楽曲から代表曲が収録される。THE IDOLM@STER HISTORY、SWEET＆SMILE!、COOL＆BITTER!、LOVE＆PEACE!の全4枚。PSP専用ソフト「THE IDOLM@STER SHINY FESTA」の新曲でCD未収録曲の「MUSIC♪」「ビジョナリー」「edeN」「Vault That Borderline!」の4曲を各CDに1曲ずつ収録。なお、第1弾のみCD1枚組で、他はすべてCD2枚組。
CDは『初恋組曲』同様Blu-SPEC CD2仕様で、収録曲も新曲以外は全てリマスターされており、過去に販売されたCDよりも高音質化を行っている。
当初は2013年6月から順次発売予定だったが、ライブイベント「MUSIC FESTIV@L OF WINTER!!」のBD/DVDの7月発売が決まったため、それを踏まえて同年9月からの順次発売に変更となった。
なお、本CDシリーズで初CD化された楽曲は太字で表記する。

## THE IDOLM@STER HISTORY
2013年9月18日発売。「GRE@TEST BEST!」シリーズ第1弾。それまで歩んできたアイドルマスターの歴史を綴る収録内容となっており、「アイドルマスター」の代表曲を収録したベストとなっている。ジャケットイラストはキャラクターデザインを手掛けた窪岡俊之が担当。
収録曲

1. THE IDOLM@STER（M@STER VERSION -REMIX-）
歌：天海春香（中村繪里子）、如月千早（今井麻美）、高槻やよい（仁後真耶子）、萩原雪歩（長谷優里奈）、菊地真（平田宏美）、双海亜美 / 真美（下田麻美）、水瀬伊織（釘宮理恵）、三浦あずさ（たかはし智秋）、秋月律子（若林直美）
作詞：中村恵、作曲・編曲：NAMCO（佐々木宏人）
2. GO MY WAY!!（M@STER VERSION）
歌：天海春香（中村繪里子）、高槻やよい（仁後真耶子）、水瀬伊織（釘宮理恵）
作詞：yura、作曲・編曲：NBGI（神前暁）
3. i
歌：IM@S ALLSTARS+
作詞：yura、作曲・編曲：NBGI（神前暁）
4. 空
歌：音無小鳥（滝田樹里）
作詞：yura、作曲：NBGI（神前暁）
5. shiny smile（M@STER VERSION）
歌：天海春香（中村繪里子）、如月千早（今井麻美）、秋月律子（若林直美）
作詞：朝日祭、作曲・編曲 ：NBGI（Yoshi）
6. Colorful Days（M@STER VERSION）
歌：天海春香（中村繪里子）、如月千早（今井麻美）、双海亜美（下田麻美）
作詞：中村恵、作曲・編曲 ：NBGI（佐々木宏人）
7. L・O・B・M
歌：IM@S ALLSTARS++
作詞：NBGI（mft）、作曲・編曲：NBGI（高田龍一）
8. "HELLO!!"（M@STER VERSION）
歌：日高愛（戸松遥）、水谷絵理（花澤香菜）、秋月涼（三瓶由布子）
作詞：yura、作曲・編曲：神前暁
9. MEGARE!（M@STER VERSION）
歌：765PRO ALLSTARS
作詞：NBGI（mft）、作曲・編曲：NBGI（高田龍一）
10. The world is all one !!（M@STER VERSION）
歌：765PRO ALLSTARS
作詞：RIONA、作曲：田代智一、編曲：荒木啓六
11. READY!!（M@STER VERSION）
歌：765PRO ALLSTARS
作詞：yura、作曲・編曲：神前暁
12. CHANGE!!!!（M@STER VERSION）
歌：765PRO ALLSTARS
作詞：yura、作曲：NBGI（内田哲也）、編曲：橋本由香利・NBGI（内田哲也）
13. 自分REST@RT（M@STER VERSION）
歌：天海春香（中村繪里子）、星井美希（長谷川明子）、如月千早（今井麻美）、高槻やよい（仁後真耶子）、萩原雪歩（浅倉杏美）、菊地真（平田宏美）、双海真美（下田麻美）、四条貴音（原由実）、我那覇響（沼倉愛美）
作詞：佐々木宏人、作曲・編曲：田中秀和
14. 私たちはずっと…でしょう?
歌：765PRO ALLSTARS
作詞：畑亜貴、作曲・編曲：佐々木宏人
15. MUSIC♪（M@STER VERSION）
歌：765PRO ALLSTARS
作詞：yura、作曲・編曲：NBGI（渡辺量）
16. BONUS TRACK 団結2010
歌：IM@S 765PRO ALLSTARS
作詞：NBGI（石原章弘）、作曲・編曲：NBGI（佐々木宏人）

## SWEET&SMILE!
2013年10月23日発売。「GRE@TEST BEST!」シリーズの第2弾。可愛く元気な楽曲をメインに収録。ジャケットイラストは『MASTER ARTIST』から『MASTER ARTIST 2』までのほとんどのCDでジャケットイラストを手掛けた杏仁豆腐が担当。
収録曲

DISC.1
1. 魔法をかけて!（M@STER VERSION）
歌：天海春香（中村繪里子）、萩原雪歩（長谷優里奈）、秋月律子（若林直美）
作詞・作曲・編曲：NBGI（神前暁）
2. ポジティブ!（M@STER VERSION）
歌：高槻やよい（仁後真耶子）、双海亜美 / 真美（下田麻美）、水瀬伊織（釘宮理恵）
作詞：NBGI（mft）、作曲・編曲：NBGI（中川浩二）
3. 太陽のジェラシー（M@STER VERSION）
歌：天海春香（中村繪里子）、如月千早（今井麻美）、水瀬伊織（釘宮理恵）
作詞：森由里子、作曲・編曲：NBGI（椎名豪）
4. おはよう!! 朝ご飯（M@STER VERSION）
歌：高槻やよい（仁後真耶子）、萩原雪歩（長谷優里奈）、三浦あずさ（たかはし智秋）
作詞：中村恵、作曲・編曲：NBGI（佐々木宏人）
5. First Stage（M@STER VERSION）
歌：菊地真（平田宏美）、萩原雪歩（長谷優里奈）、双海亜美 / 真美（下田麻美）
作詞：中村恵、作曲・編曲：NBGI（佐々木宏人）
6. Here we go!!（M@STER VERSION）
歌：天海春香（中村繪里子）、高槻やよい（仁後真耶子）、水瀬伊織（釘宮理恵）
作詞：yura、作曲・編曲：NBGI（Jesahm）
7. 神さまのBirthday
歌：如月千早（今井麻美）、萩原雪歩（長谷優里奈）、三浦あずさ（たかはし智秋）
作詞：伊那村さちこ、作曲・編曲：NBGI（Yoshi）
8. My Best Friend（M@STER VERSION）
歌：萩原雪歩（長谷優里奈）、双海亜美 / 真美（下田麻美）、秋月律子（若林直美）
作詞：NBGI（uRy）、作曲：NBGI（おおくぼひろし）、編曲：NBGI（大上昌子・おおくぼひろし）
9. 私はアイドル♡（M@STER VERSION）
歌：星井美希（長谷川明子）、水瀬伊織（釘宮理恵）、秋月律子（若林直美）
作詞：中村恵、作曲・編曲：NBGI（佐々木宏人）
10. キラメキラリ
歌：高槻やよい（仁後真耶子）
作詞：yura、作曲：神前暁
11. スタ→トスタ→
歌：双海亜美 / 真美（下田麻美）
作詞：yura・NBGI（おおくぼひろし）、作曲・編曲：NBGI（おおくぼひろし）
12. Kosmos, Cosmos
歌：萩原雪歩（長谷優里奈）
作詞：遠藤フビト、作曲・編曲：NBGI（内田哲也）
13. バレンタイン
歌：星井美希（長谷川明子）、双海亜美 / 真美（下田麻美）
作詞・作曲：桃井はるこ、編曲：齋藤真也
14. Do-Dai（M@STER VERSION）
歌：星井美希（長谷川明子）、高槻やよい（仁後真耶子）、双海亜美（下田麻美）
作詞：NBGI（mft）、作曲・編曲：NBGI（中川浩二）
15. 花
歌：音無小鳥（滝田樹里）
作詞：yura、作曲：藤末樹、編曲：景家淳

DISC.2
1. 乙女よ大志を抱け!!
歌：天海春香（中村繪里子）
作詞：yura、作曲：白戸佑輔、編曲：景家淳
2. フラワーガール
歌：四条貴音（原由実）
作詞：NBGI（Yoshi・kyon）、作曲・編曲：NBGI（Yoshi）
3. ショッキングな彼
歌：星井美希（長谷川明子）
作詞：NBGI（mft）、作曲：NBGI（中川浩二）、編曲：NBGI（中川浩二・増渕裕二）
4. リゾラ
歌：水瀬伊織（釘宮理恵）
作詞：白瀬彩、作曲・編曲：柳田しゆ
5. あったかな雪
歌：星井美希（長谷川明子）、高槻やよい（仁後真耶子）、双海亜美 / 真美（下田麻美）
作詞：白瀬彩、作曲・編曲：糀谷拓土、編曲：マルヤマテツオ
6. キミはメロディ（M@STER VERSION）
歌：高槻やよい（仁後真耶子）、萩原雪歩（浅倉杏美）、菊地真（平田宏美）、水瀬伊織（釘宮理恵）、三浦あずさ（たかはし智秋）、秋月律子（若林直美）
作詞：遠藤フビト、作曲・編曲：NBGI（内田哲也）
7. START!!
歌：天海春香（中村繪里子）
作詞：白瀬彩、作曲・編曲：宮崎誠
8. 何度も言えるよ
歌：萩原雪歩（浅倉杏美）
作詞：遠藤フビト、作曲・編曲：川田瑠夏
9. ジェミー
歌：双海真美（下田麻美）
作詞：mft、作曲：田村信二、編曲：梅堀淳
10. ラ♥ブ♥リ♥
歌：三浦あずさ（たかはし智秋）
作詞：yura、作曲・編曲：松田信男
11. 神SUMMER!!
歌：天海春香（中村繪里子）、高槻やよい（仁後真耶子）、萩原雪歩（浅倉杏美）、双海亜美 / 真美（下田麻美）、水瀬伊織（釘宮理恵）、四条貴音（原由実）
作詞：yura、作曲・編曲：田中秀和
12. Brand New Day!
歌：我那覇響（沼倉愛美）
作詞・作曲・編曲：NBGI（おおくぼひろし）
13. チアリングレター
歌：菊地真（平田宏美）
作詞：mft、作曲・編曲：MIKOTO、編曲：梅堀淳
14. 七彩ボタン（M@STER VERSION）
歌：双海亜美（下田麻美）、水瀬伊織（釘宮理恵）、三浦あずさ（たかはし智秋）
作詞：遠藤フビト、作曲・編曲：NBGI（内田哲也）
15. ビジョナリー（M@STER VERSION）
歌：高槻やよい（仁後真耶子）、双海亜美 / 真美（下田麻美）、水瀬伊織（釘宮理恵）、我那覇響（沼倉愛美）
作詞：NBGI（mft）、作曲・編曲：NBGI（中川浩二）

## COOL&BITTER!
2013年11月20日発売。「GRE@TEST BEST!」シリーズの第3弾。タイトル通りCOOL感とBITTER感のある大人っぽい楽曲をメインに収録。ジャケットイラストは、『Dearly Stars』以降のゲーム作品で窪岡とともにキャラクターデザインを手掛けた田宮清高が担当。
収録曲

DISC.1
1. 9:02pm（M@STER VERSION）
歌：如月千早（今井麻美）、菊地真（平田宏美）、三浦あずさ（たかはし智秋）
作詞：yura、作曲・編曲：NBGI（Jesahm）
2. エージェント夜を往く（M@STER VERSION）
歌：菊地真（平田宏美）、双海亜美 / 真美（下田麻美）、秋月律子（若林直美）
作詞・作曲・編曲：NBGI（LindaAI-CUE）
3. 蒼い鳥（M@STER VERSION）
歌：如月千早（今井麻美）、三浦あずさ（たかはし智秋）、秋月律子（若林直美）
作詞：森由里子、作曲：NBGI（椎名豪）、編曲：塩入俊哉
4. relations（M@STER VERSION）
歌：星井美希（長谷川明子）、如月千早（今井麻美）
作詞：NBGI（mft）、作曲・編曲：NBGI（中川浩二）
5. I Want
歌：天海春香（中村繪里子）
作詞・作曲・編曲：NBGI（LindaAI-CUE）
6. 迷走Mind
歌：菊地真（平田宏美）
作詞：NBGI（mft）、作曲・編曲：NBGI（中川浩二）
7. 目が逢う瞬間
歌：如月千早（今井麻美）
作詞：貝田由里子、作曲：NBGI（Jesahm）
8. inferno
歌：如月千早（今井麻美）、萩原雪歩（長谷優里奈）
作詞：yura Dark、作曲・編曲：藤末樹、編曲：草野よしひろ
9. オーバーマスター（M@STER VERSION）
歌：星井美希（長谷川明子）、四条貴音（原由実）、我那覇響（沼倉愛美）
作詞：NBGI（mft）、作曲・編曲：NBGI（中川浩二）、編曲：NBGI（増渕裕二）
10. KisS
歌：星井美希（長谷川明子）、四条貴音（原由実）、我那覇響（沼倉愛美）
作詞：yura Dark、作曲：橋本由香利
11. ゲンキトリッパー
歌：高槻やよい（仁後真耶子）
作詞・作曲・編曲：NBGI（おおくぼひろし）
12. livE
歌：秋月律子（若林直美）
作詞：yura Dark、作曲：橋本由香利
13. 黎明スターライン
歌：双海亜美 / 真美（下田麻美）
作詞：NBGI（LindaAI-CUE）、作曲・編曲：NBGI（増渕裕二）
14. arcadia
歌：如月千早（今井麻美）
作詞：白瀬彩、作曲・編曲：上松範康、編曲：中山真斗
15. Next Life
歌：我那覇響（沼倉愛美）
作詞・作曲・編曲：NBGI（遠山明孝）

DISC.2
1. Mythmaker
歌：三浦あずさ（たかはし智秋）
作詞・作曲・編曲：NBGI（LindaAI-CUE）
2. 光
歌：音無小鳥（滝田樹里）
作詞：yura、作曲・編曲：Saeki youthK
3. TRIAL DANCE
歌：我那覇響（沼倉愛美）
作詞：yura、作曲・編曲：中西圭三、編曲：小西貴雄
4. Day of the future
歌：星井美希（長谷川明子）
作詞：オミ織葉、作曲・編曲：Tatsh
5. tear
作詞：貝田由里子、作曲・編曲：中山真斗
歌：菊地真（平田宏美）
6. 風花
歌：四条貴音（原由実）
作詞・作曲・編曲：橋本由香利
7. SMOKY THRILL（M@STER VERSION）
歌：双海亜美（下田麻美）、水瀬伊織（釘宮理恵）、三浦あずさ（たかはし智秋）
作詞・作曲・編曲：NBGI（uRy）
8. チクタク
歌：星井美希（長谷川明子）、高槻やよい（仁後真耶子）、萩原雪歩（浅倉杏美）
作詞：白瀬彩、作曲・編曲：Asu、編曲：関淳二郎
9. おとなのはじまり
歌：高槻やよい（仁後真耶子）、双海亜美 / 真美（下田麻美）、水瀬伊織（釘宮理恵）
作詞：白瀬彩、作曲・編曲：小野貴光、編曲：竹中文一
10. I'm so free!
歌：星井美希（長谷川明子）、三浦あずさ（たかはし智秋）、四条貴音（原由実）
作詞・作曲・編曲：佐伯youthK、編曲：woora
11. マリオネットの心（M@STER VERSION）
歌：星井美希（長谷川明子）
作詞：mft、作曲・編曲：橋本由香利、編曲：宮崎誠
12. 見つめて
歌：萩原雪歩（浅倉杏美）、四条貴音（原由実）
作詞：貝田由里子、作曲・編曲：NBGI（Yoshi）、編曲：佐久間誠
13. Honey Heartbeat（M@STER VERSION）
歌：天海春香（中村繪里子）、菊地真（平田宏美）、双海真美（下田麻美）
作詞：NBGI（MC TC）、作曲・編曲：NBGI（LindaAI-CUE）
14. Little Match Girl（M@STER VERSION）
歌：如月千早（今井麻美）、萩原雪歩（浅倉杏美）
作詞・作曲・編曲：ESTi
15. edeN（M@STER VERSION）
歌：星井美希（長谷川明子）、萩原雪歩（浅倉杏美）、菊地真（平田宏美）、四条貴音（原由実）
作詞：貝田由里子、作曲・編曲：NBGI（kyo）

## LOVE&PEACE!
2013年12月18日発売。「GRE@TEST BEST!」シリーズの第4弾。様々な想いとアイドルたちの絆を感じられる楽曲を中心に収録。ジャケットイラストはアニメ版「THE IDOLM@STER」の監督・キャラクターデザイン・作画監督等を手がけた錦織敦史。
収録曲

Disc.1
1. 思い出をありがとう（M@STER VERSION）
歌：菊地真（平田宏美）、三浦あずさ（たかはし智秋）、秋月律子（若林直美）
作詞：yura、作曲・編曲：NBGI（佐々木宏人）
2. まっすぐ（M@STER VERSION）
歌：萩原雪歩（長谷優里奈）、菊地真（平田宏美）、三浦あずさ（たかはし智秋）
作詞：朝日祭、作曲・編曲：NBGI（Yoshi）
3. ふるふるフューチャー☆
歌：星井美希（長谷川明子）
作詞：朝日祭、作曲・編曲：NBGI（Yoshi）
4. 隣に…
歌：三浦あずさ（たかはし智秋）
作詞：貝田由里子、作曲・編曲：NBGI（椎名豪）
5. フタリの記憶
歌：水瀬伊織（釘宮理恵）
作詞：NBGI（mft）、作曲・編曲：NBGI（中川浩二）、編曲：NBGI（大上昌子）
6. いっぱいいっぱい
歌：秋月律子（若林直美）
作詞：中村恵、作曲：NBGI（佐々木宏人）
7. メリー
歌：天海春香（中村繪里子）、星井美希（長谷川明子）、如月千早（今井麻美）、高槻やよい（仁後真耶子）、菊地真（平田宏美）
作詞：yura、作曲・編曲：Funta
8. いっしょ
歌：天海春香（中村繪里子）、星井美希（長谷川明子）、高槻やよい（仁後真耶子）、双海亜美/真美（下田麻美）、三浦あずさ（たかはし智秋）
作詞：yura、作曲・編曲：藤末樹
9. YES♪
歌：天海春香（中村繪里子）、菊地真（平田宏美）
作詞：yura、作曲・編曲：若林充
10. my song（M@STER VERSION）
歌：菊地真（平田宏美）、水瀬伊織（釘宮理恵）、三浦あずさ（たかはし智秋）
作詞：yura、作曲・編曲：神前暁
11. サニー
歌：萩原雪歩（長谷優里奈）、双海亜美 / 真美（下田麻美）、水瀬伊織（釘宮理恵）、三浦あずさ（たかはし智秋）、秋月律子（若林直美）
作詞：yura、作曲・編曲：Funta
12. シャララ
歌：三浦あずさ（たかはし智秋）、秋月律子（若林直美）
作詞：yura、作曲・編曲：川田瑠夏
13. ALRIGHT*
歌：萩原雪歩（浅倉杏美）
作詞：yura、作曲・編曲：cota、編曲：関淳二郎
14. 自転車
歌：菊地真（平田宏美）
作詞：白瀬彩、作曲：伊藤心太郎
15. Large Size Party
歌：如月千早（今井麻美）、三浦あずさ（たかはし智秋）、四条貴音（原由実）
作詞：瀬良羽美、作曲：宮島律子、編曲：草野よしひろ

Disc.2
1. チェリー
歌：天海春香（中村繪里子）、萩原雪歩（長谷優里奈）、菊地真（平田宏美）、水瀬伊織（釘宮理恵）、我那覇響（沼倉愛美）、秋月律子（若林直美）
作詞：yura、作曲・編曲：Funta7
2. またね（M@STER VERSION）
歌：天海春香（中村繪里子）、萩原雪歩（長谷優里奈）、菊地真（平田宏美）、水瀬伊織（釘宮理恵）、我那覇響（沼倉愛美）、秋月律子（若林直美）
作詞：伊那村さちこ、作曲・編曲：NBGI（Yoshi）
3. 笑って!
歌：天海春香（中村繪里子）
作詞：伊那村さちこ、作曲・編曲：DY-T、編曲：草野よしひろ
4. 眠り姫
歌：如月千早（今井麻美）
作詞：森由里子、作曲・編曲：NBGI（椎名豪）
5. スマイル体操
歌：高槻やよい（仁後真耶子）
作詞：yura、作曲・編曲：宮崎誠
6. DIAMOND
歌：水瀬伊織（釘宮理恵）
作詞：白瀬彩、作曲・編曲：Asu、編曲：関淳二郎
7. YOU往MY進!
歌：双海亜美（下田麻美）
作詞：mft、作曲・編曲：白戸佑輔、編曲：草野よしひろ
8. LOVEオーダーメイド
歌：秋月律子（若林直美）
作詞：三浦誠司、作曲・編曲：Akiko Noda、編曲：ハマサキユウジ
9. MOONY
歌：星井美希（長谷川明子）、如月千早（今井麻美）、菊地真（平田宏美）、三浦あずさ（たかはし智秋）、我那覇響（沼倉愛美）、秋月律子（若林直美）
作詞：yura、作曲・編曲：Funta7
10. 約束
歌：如月千早（今井麻美）
作詞：森由里子、作曲：NBGI（中川浩二、小林啓樹）、編曲：NBGI（小林啓樹）
11. My Wish
歌：星井美希（長谷川明子）、高槻やよい（仁後真耶子）、萩原雪歩（浅倉杏美）、菊地真（平田宏美）、水瀬伊織（釘宮理恵）、秋月律子（若林直美）
作詞・作曲・編曲：Asu、編曲：関淳二郎
12. Happy Christmas
歌：天海春香（中村繪里子）、如月千早（今井麻美）、双海亜美/真美（下田麻美）、三浦あずさ（たかはし智秋）、四条貴音（原由実）、我那覇響（沼倉愛美）
作詞：貝田由里子、作曲・編曲：NBGI（椎名豪）、編曲：Fuming
13. 初恋 ～一章 片想いの桜～
歌：星井美希（長谷川明子）、四条貴音（原由実）、我那覇響（沼倉愛美）
作詞：yura、作曲・編曲：高田龍一
14. 幸
歌：音無小鳥（滝田樹里）
作詞：yura、作曲・編曲：NBSI（小林啓樹）
15. Vault That Borderline!（M@STER VERSION）
歌：天海春香（中村繪里子）、如月千早（今井麻美）、三浦あずさ（たかはし智秋）、秋月律子（若林直美）
作詞・作曲・編曲：NBGI（LindaAI-CUE）

### ユニットメンバー
1. ↑  天海春香（中村繪里子）、星井美希（長谷川明子）、如月千早（今井麻美）、高槻やよい（仁後真耶子）、萩原雪歩（長谷優里奈）、菊地真（平田宏美）、双海亜美 / 真美（下田麻美）、水瀬伊織（釘宮理恵）、三浦あずさ（たかはし智秋）、秋月律子（若林直美）、音無小鳥（滝田樹里）
2. ↑  天海春香（中村繪里子）、星井美希（長谷川明子）、如月千早（今井麻美）、高槻やよい（仁後真耶子）、萩原雪歩（長谷優里奈）、菊地真（平田宏美）、双海亜美 / 真美（下田麻美）、水瀬伊織（釘宮理恵）、三浦あずさ（たかはし智秋）、四条貴音（原由実）、我那覇響（沼倉愛美）、秋月律子（若林直美）、音無小鳥（滝田樹里）
3. 1 2 3 4 5 6 7  天海春香（中村繪里子）、星井美希（長谷川明子）、如月千早（今井麻美）、高槻やよい（仁後真耶子）、萩原雪歩（浅倉杏美）、菊地真（平田宏美）、双海亜美 / 真美（下田麻美）、水瀬伊織（釘宮理恵）、三浦あずさ（たかはし智秋）、四条貴音（原由実）、我那覇響（沼倉愛美）、秋月律子（若林直美）